# Aeroportul Internațional Hobart
Aeroportul Internațional Hobart (IATA: HBA, ICAO: YMHB) este un aeroport din City of Clarence⁠(d), Tasmania, Australia ce deservește zona Hobart. Aeroportul a fost tranzitat în 2022 de 2.303.538 de pasageri. A fost deschis în 1956 și numit după zona deservită.
Situat la o altitudine de 4 m, aeroportul dispune de 1 pistă.

## Infrastructură

### Piste
Aeroportul dispune de o singură pistă. Pista 12/30 are suprafața de asfalt și dimensiunile 2.251 m × 45 m. 